# Rab (eiland)
Rab (Italiaans: Arbe; Latijn en Dalmatisch: Arba; Duits: Arbey) is een Kroatisch eiland in het noorden aan de Kroatische kust in de provincie Primorje-Gorski Kotar.
Het eiland is 22 km lang, heeft een oppervlakte van 93,6 km² en (per 2001) 9480 inwoners. Het hoogste punt is de Kamenjak met z'n 408 meter hoogte. Het noordoostelijke gedeelte van het eiland is veelal een karstlandschap terwijl het zuidwestelijke gedeelte dicht bebost is: Rab is na Mljet het bosrijkste eiland in de Adriatische Zee.
Rab wordt van het vasteland gescheiden door het kanaal van Velebit (Velebitski kanal) en van het eiland Pag door het kanaal van Pag (Paški kanal). Voor de westkust van Rab ligt aan de overkant van het kanaal van Barbat (Barbatski kanal) het langgerekte, onbewoonde eiland Dolin en ten noorden van Rab ligt aan de overkant van het kanaal van Rab (Rapski kanal) het eveneens onbewoonde Sveti Grgur.
De belangrijkste stad op Rab heet ook Rab. Hier wonen (per 2001) 554 mensen en het ligt op een klein schiereiland aan de zuidwestkant van het eiland.
Rab heeft eeuwenlang tot Venetië behoord en was in de 19de eeuw het noordelijkste eiland van het Oostenrijkse kroonland Dalmatië. Tijdens de Tweede Wereldoorlog richtten Italiaanse fascisten op het eiland het concentratiekamp Rab in, waar tussen 1942 en 1943 ruim duizend mensen om het leven gebracht werden. Op de locatie van het voormalige kamp werd in 1953 een monument geplaatst.
Het westen van het eiland, en in het bijzonder het schiereiland Kalifront, is dicht bebost met steeneiken, aleppodennen, zwarte dennen en zeedennen.

## Verkeer
Rapska plovidba onderhoudt een veerdienst tussen Mišnjak op de zuidoostpunt van Rab en Stinica op het vasteland en Jadrolinija en tussen de stad Rab en Rijeka.

## Partnersteden
- Sežana, Slovenië
- Königsbrunn, Duitsland
- San Marino

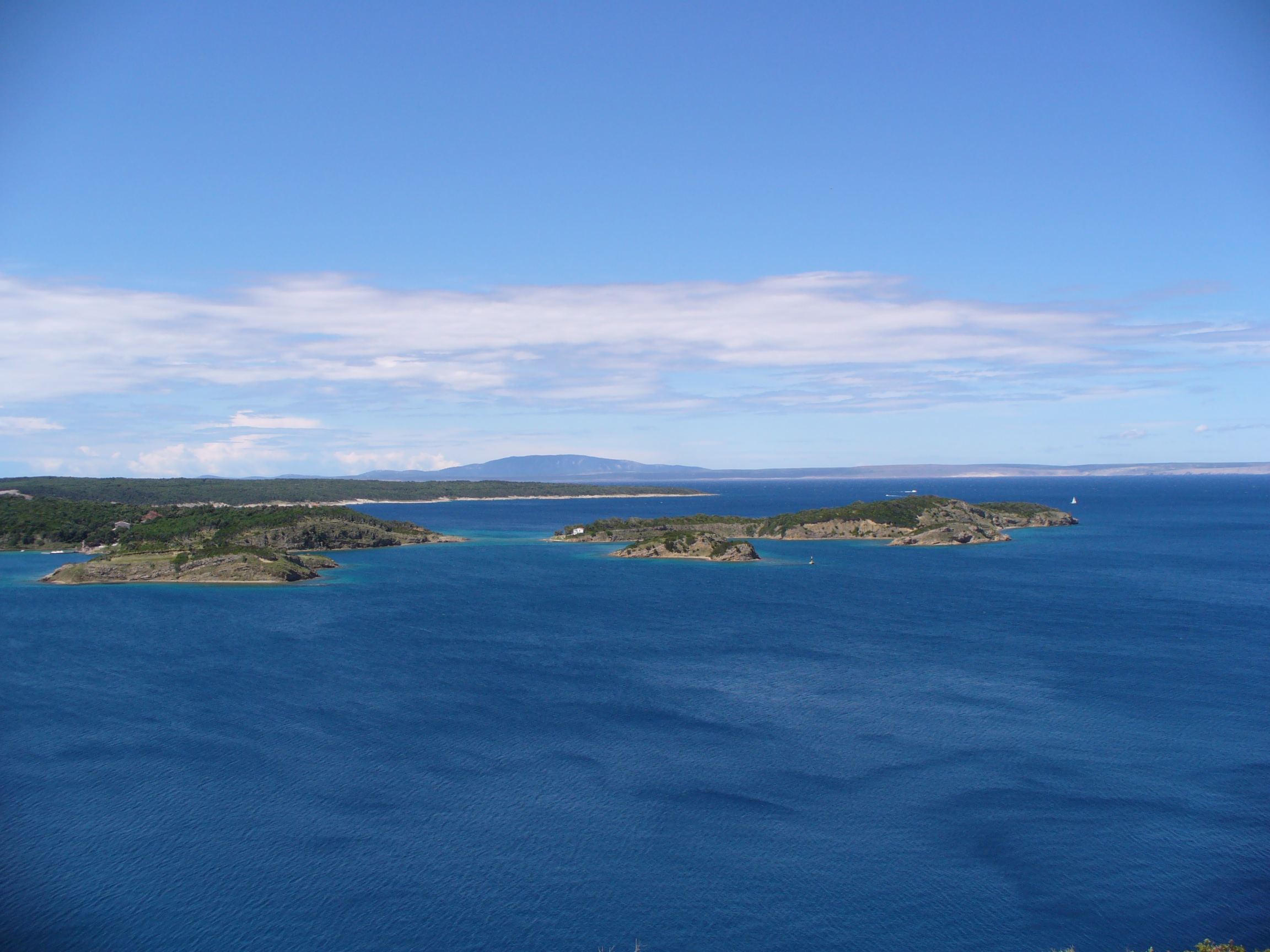
Kust bij Supetarska Draga
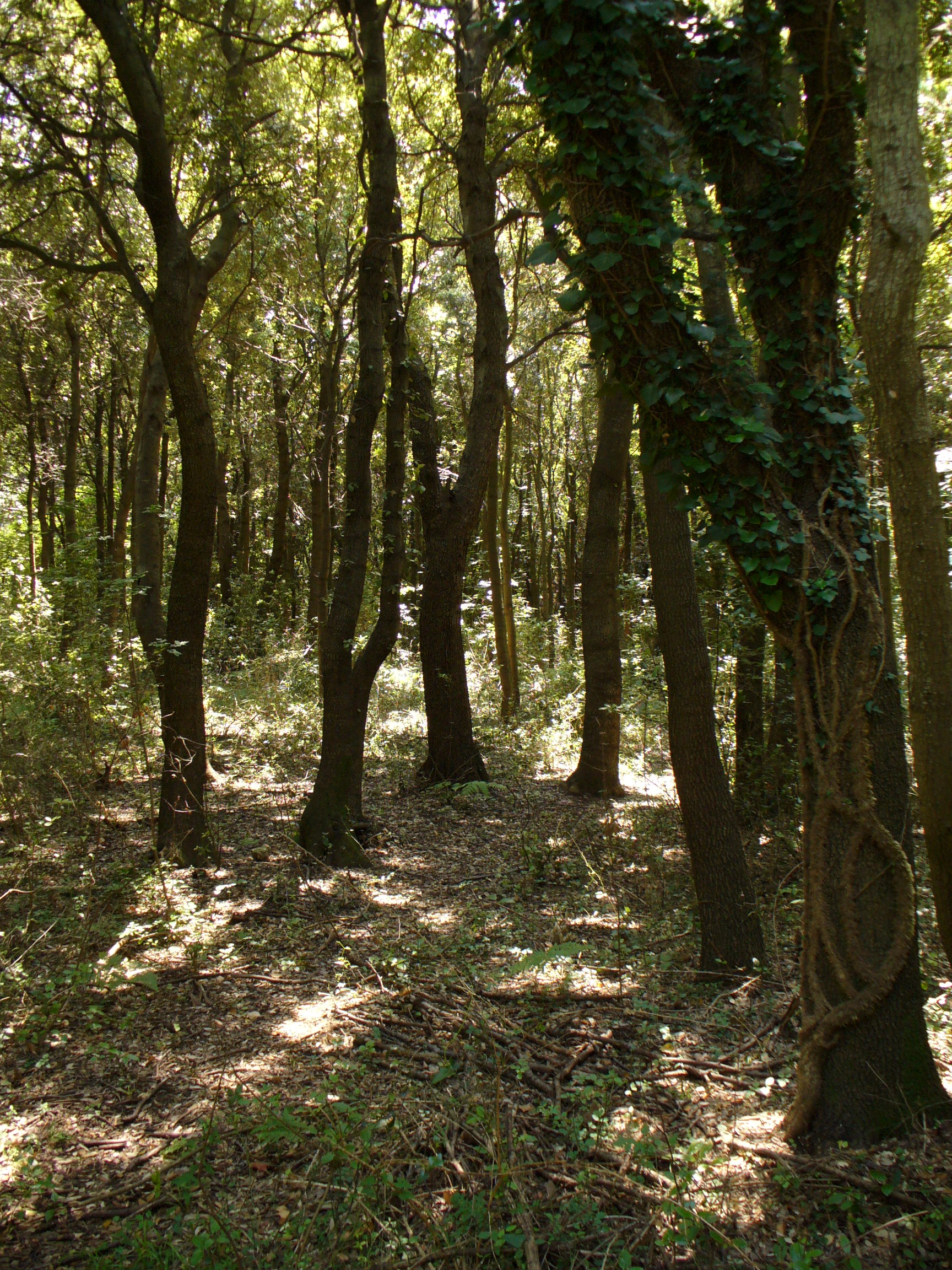
Het bos Kalifront